# World Cup 98
World Cup 98 este al cincilea joc din seria FIFA Soccer. A apărut în anul 1997.

## Echipe
Jocul cuprinde toate echipele care s-au calificat la Campionatul Mondial de Fotbal 1998, precum și alte opt echipe care nu s-au calificat.
Echipe calificate:
| - Argentina - Austria - Belgia - Brazilia - Bulgaria - Camerun - Chile - Columbia - Croația - Danemarca - Anglia |  | - Franța - Germania - Iran - Italia - Jamaica - Japonia - Coreea de Sud - Mexic - Maroc - Țările de Jos - Nigeria |  | - Norvegia - Paraguay - România - Arabia Saudită - Scoția - Africa de Sud - Spania - Tunisia - Statele Unite ale Americii - Iugoslavia |  |

Echipe care nu s-au calificat:
- Australia
- Canada
- China
- Grecia
- Portugalia
- Republica Irlanda
- Rusia
- Suedia

## Coloana sonoră
- Boymerang - "Soul Beat Runna"
- Chumbawamba - "Tubthumping" (tema muzicală principală a jocului)
- Fluke - "Absurd"
- The Wizard Of Oh - "Terminal Intensity"

1. 1 2  redump.org
2. ↑  ESRB rating database, accesat în 3 septembrie 2022